# Polyxenus rossi
Polyxenus rossi är en mångfotingart som beskrevs av Chamberlin 1957. Polyxenus rossi ingår i släktet Polyxenus och familjen penseldubbelfotingar. Inga underarter finns listade i Catalogue of Life.